# باب التبانة
تقع باب التبانة في الطرف الشمالي من مدينة طرابلس اللبنانية يحدها من الشمال بساتين الليمون التي اعطت مدينة طرابلس لقبها الفيحاء، ومن الجنوب مقبرة التبانة والاسواق التي كانت مصب لجميع القادمين من عكار وشمال سوريا، ما جعل من التبانة مقر لمواقف البصات والتاكسي التي تنقل الرقاب إلى المدن السورية المجاورة كحمص وحماه وتلكلخ وأيضاً القرى العكارية جمعاء. يحدها من الشرق البداوي وجبل محسن، ومن الغرب نهر أبو علي ومنطقة الزاهرية ومقابر الغرباء.
باب التبانة -منطقة فقيرة من طرابلس حالياً، ولكنها كانت في الماضي تسمى بوابة الذهب، حيث أنّ جميع أهل الريف والمسافرين إلى سوريا والبحر يتبضعون من أسواقها.